# Poste de commande centralisée de Dijon
Le poste de commande centralisée de Dijon, ou PCC de Dijon, est un poste de commande centralisée qui gère depuis fin 2011 les lignes ferroviaires classiques autour de Dijon ainsi que la LGV Rhin-Rhône. Il fait partie d'une série de 16 postes qui doivent à terme remplacer 1500 postes d'aiguillage de France.
Les travaux se sont déroulés de début 2008 à fin 2009. Le PCC a été inauguré le 21 décembre 2009.
Des agents de la direction des circulations ferroviaires (DCF), rattachée à la SNCF, travaillent dans le PCC pour le compte de SNCF Réseau

## Le bâtiment
Le bâtiment a été conçu par le bureau d'architecte Archi+Tech. Il possède une isolation thermique importante et de vastes surfaces vitrées favorisant l'éclairage naturel, il est équipé de panneaux solaires photovoltaïques permettant de produire 35 000 kWh d'électricité chaque année, et permet la récupération des eaux pluviales à partir d'une terrasse végétalisée.